# Histoire de la protection contre les crues en Suisse
Cet article retrace l'histoire de la protection contre les crues en Suisse.

## Contexte hydrologique suisse
La Suisse se situe sur deux massifs montagneux : les Alpes et le Jura, entre ces deux massifs on trouve le plateau suisse. La diversité du relief a induit la présence de plusieurs bassins fluviaux différents, coulant vers la Mer du Nord (Rhin), la Mer Méditerranée (Rhône), la Mer Adriatique (Tessin et Adige) et la Mer Noire (Danube). La situation hydrologique est conditionnée par le relief et le climat. Ainsi, différents régimes hydrologiques définissent l'écoulement des rivières.

## Différents types de crues
On parle de crue ou d'inondation pour désigner une montée du niveau d'un cours d'eau. Celui-ci déborde et envahit des zones habituellement hors de son lit. Les causes de tels évènements peuvent être de différents types selon les situations rencontrées et selon l'occupation des sols dans ce lit majeur.
La plupart des inondations sont causées par de fortes précipitations. Dans les petits bassins versants de courts épisodes orageux peuvent déclencher de fortes inondations voire des catastrophes. En revanche dans les bassins versants plus vastes, il faut de longs épisodes pluvieux pour que les rivières ne sortent de leurs lits. 
La neige, particulièrement sa fonte, peut être un facteur influent dans ces évènements. La seule fonte des neiges n'est pas suffisante, cependant elle peut saturée les retenues d'eau - naturelles ou artificielles - d'un bassin versant aggraver les conséquences d'un épisode pluvieux.
La glace est aussi la cause d'inondations, l'avancée d'un glacier en travers du cours d'un rivière entrave celle-ci et forme un lac derrière le glacer. La glace finit par céder avec le poids de l'eau. L'eau retenue s'écoule brusquement.

### Sources et bibliographie
: Ouvrages ayant servi pour la rédaction de l'article
- Daniel L. Vischer, Histoire de la protection contre les crues en Suisse, Office fédéral des eaux et de la géologie, Berne, 2003.